# Royal Louise (Schiff)
Die Royal Louise ist ein Rahsegler, der seit 1999 als originalgetreuer Nachbau wieder auf der Havel fährt. Die Vorgängerin, die 1831 entstandene maßstabgerechte Modellfregatte, war ein Geschenk des britischen Königs an den preußischen König Friedrich Wilhelm III., die 1832 von der Bauwerft in London zur Pfaueninsel überführt worden war. Für diese nach 1945 zerstörte erste Royal Louise entstand 1999 ein Nachbau auf der Yachtwerft Berlin.

## Geschichte
Hintergrund waren die Feiern in London zum gemeinsame Sieg der Herrscher von Großbritannien, Preußen, Russland und Österreich über Napoleon Bonaparte, zu denen 1814 eine große Flottenparade gehört hatte. Aus diesem Anlass machten sich die Herrscher gegenseitig großzügige Geschenke, wobei der britische König Georg III. dem preußischen König ein Segelboot von 10 Meter Länge mit drei Masten für Fahrten auf den Havelseen schenkte.
Als sich dieses Boot um 1830 in einem schlechten Zustand befand, erneuerte Georgs Sohn und Nachfolger William IV. 1832 das Geschenk durch ein repräsentativeres Schiff. Es war ein 1831 auf dem Royal Dockyard auf Kiel gelegter und im Maßstab 1:3 verkleinerter Nachbau der dreimastigen Fregatte Thetis. Bei der Taufe erhielt es den Namen Royal Louise nach Friedrich Wilhelms 1810 verstorbener Frau, der Königin Luise.

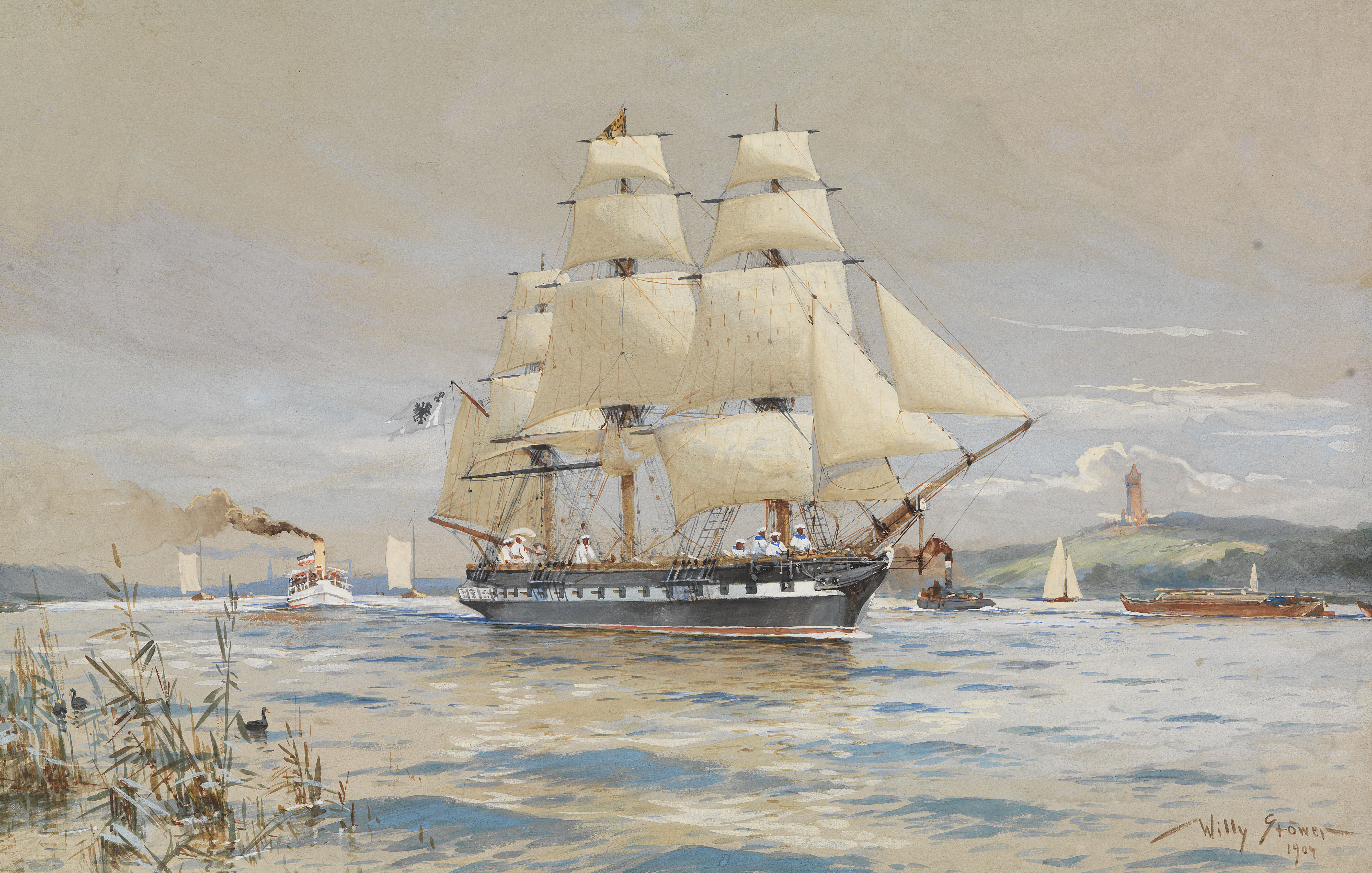
Miniatur-Fregatte Royal Louise um 1904 auf der Havel

Anschließend überführte der 38-Meter-Schlepper Lightning mit 2 × 50 PS die Royal Louise von London nach Hamburg. Dort musste sie wegen ihres Tiefganges auf einen Prahm verladen werden, den ein Schlepper der Seehandlungs-Societät über Elbe und Havel zum Wannsee bei Berlin brachte, wobei die Masten stehenbleiben konnten, da alle Brücken über Mastklappen verfügten. Auf dem Wannsee übergab am 22. Juni 1832 Lord Adolphus FitzClarence, Williams Sohn, die Royal Louise an Friedrich Wilhelm. Ein hölzerner Fregattschuppen auf der Pfaueninsel war die Station der königlichen Yacht, die von 1832 bis 1914 auf der Havel und dem Jungfernsee segelte. Entworfen hatte den Schuppen ein Mitglied der Schlossbaukommission, der Architekt Albert Dietrich Schadow.

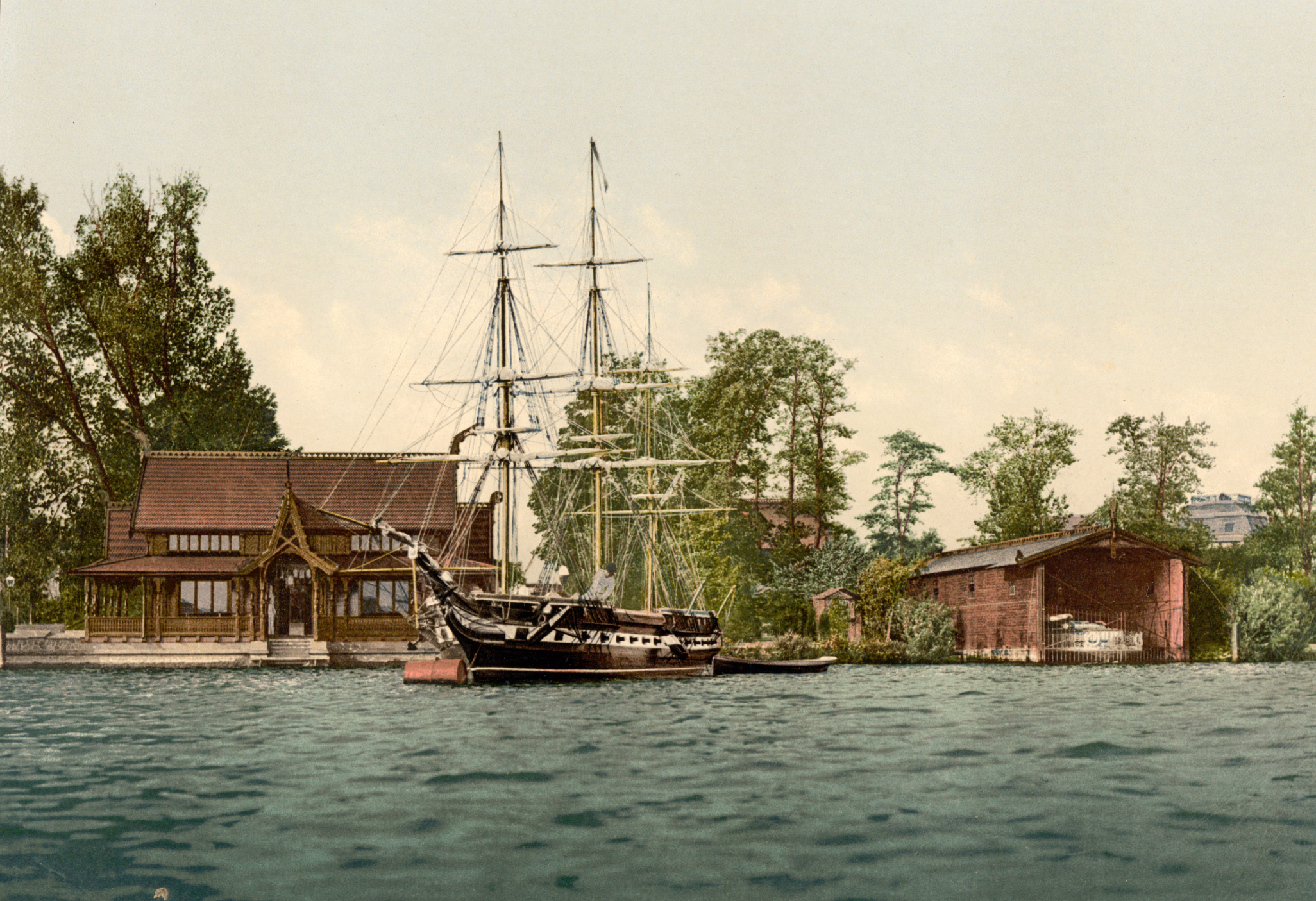
Die Royal Louise liegt bei der Kaiserlichen Matrosenstation Kongsnæs, 1895

### 1841 neuer Liegeplatz bei der Matrosenstation Kongsnæs
Da die Nutzung beim bisherigen Liegeplatz sehr aufwändig war, man musste erst vom Festland auf die Pfaueninsel übersetzen, erhielt die Royal Louise 1841 bei der Matrosenstation am Potsdamer Jungfernsee einen neuen Heimathafen für die Sommermonate. Die ursprüngliche Pionierstation war von sieben Pionieren besetzt, die für die Bedienung und Pflege der Royal Louise abgestellt waren. Die Pionierstation diente danach als Kadettenanstalt. Die Besetzung mit Matrosen stellte ab 1850 die Preußischen Marine in Kiel. So wandelte sich der Name im Laufe der Zeit von der Pionierstation zur Matrosenstation. Auch kleinere Boote nutzten sie als Liegeplatz.
Kaiser Wilhelm II. ließ 1891 auf dem Gelände der Matrosenstation mehrere neue Gebäude im norwegischen Holzbaustil errichten, weshalb sie den Namen „Kongsnæs“ (norweg.: Landzunge des Königs) erhielt. Sie heißt heute „Kaiserliche Matrosenstation Kongsnæs Potsdam“. Die vorwiegend von der königlichen Familie genutzte Modellfregatte diente zeitweilig als Anschauungsobjekt für Kadetten der Marineschule.
Bei einer Grundreparatur wurde 1902 u. a. die Kupferbeplattung entfernt und die Takelung geändert.
Bis 1914 diente die Royal Louise der Kronprinzessin Cecilie als Yacht. Den folgenden Ersten Weltkrieg verbrachte die Royal Louise auf der Pfaueninsel im Fregattenschuppen und ging 1918 in die Werft Kluge am Sacrower See.

### 1921 Übergabe derRoyal Louisean den Verein Seglerhaus am Wannsee und an die Fischerei in Sacrow
Nach der Novemberrevolution von 1918 musste Kaiser Wilhelm II. Deutschland verlassen und abdanken. In der Weimarer Republik verblieb 1926 bei der Aufteilung der Besitztümer des Königshauses die Royal Louise im Eigentum der Hohenzollernfamilie. Schon am 23. Januar 1921 hatte Wilhelm II. sie an den Verein Seglerhaus am Wannsee zur Nutzung durch die Jugendabteilung übergeben. Dort hat später auch der Nachbau seinen Liegeplatz gefunden. Im Jahr 1924 vernichtete ein Brand weitgehend das laufende Gut, Masten und Spieren der Royal Louise, worauf sie der Verein 1926 als Hulk an die Staatliche Lehranstalt für Fischerei Sacrow übergab.

### 1935 Denkmal für die deutsche Marine
Im Jahr 1932 übernahm die Marinestation Ostsee der Reichsmarine die Royal Louise, überführte sie nach Kiel und restaurierte sie, um sie ab 1935 an Land auf der Schanze am Flandernplatz in Kiel-Wik aufzustellen. Die britische Besatzungsmacht sah in der Royal Luise ein Denkmal des preußischen Militarismus und ordnete 1945 ihre Zerstörung an. So fand das Schiff, auf dem im jugendlichen Alter fünf Könige gesegelt hatten, in der Nachkriegszeit sein Ende als Brennholz für die Bevölkerung. Die Galionsfigur und Salutgeschütze sind in Berlin noch vorhanden.

## Originalgetreue Rekonstruktion derRoyal Louiseauf der Yachtwerft Berlin
Der Nachbau ist ein historisch getakelter Dreimaster mit Rahsegeln an allen Masten, eine originalgetreue Rekonstruktion der britischen Miniaturfregatte von 1832. Der Neubau entstand von 1996 bis 1998 unter Aufsicht der Beratungs- und Projektmamagementgesellschaft für regionale Wirtschaftsentwicklung auf der Yachtwerft Berlin in Berlin-Köpenick im Rahmen einer Arbeitsbeschaffungsmaßnahme, finanziert vom Arbeitsamt, dem Berliner Senat und der Bundesanstalt für vereinigungsbedingte Sonderaufgaben.

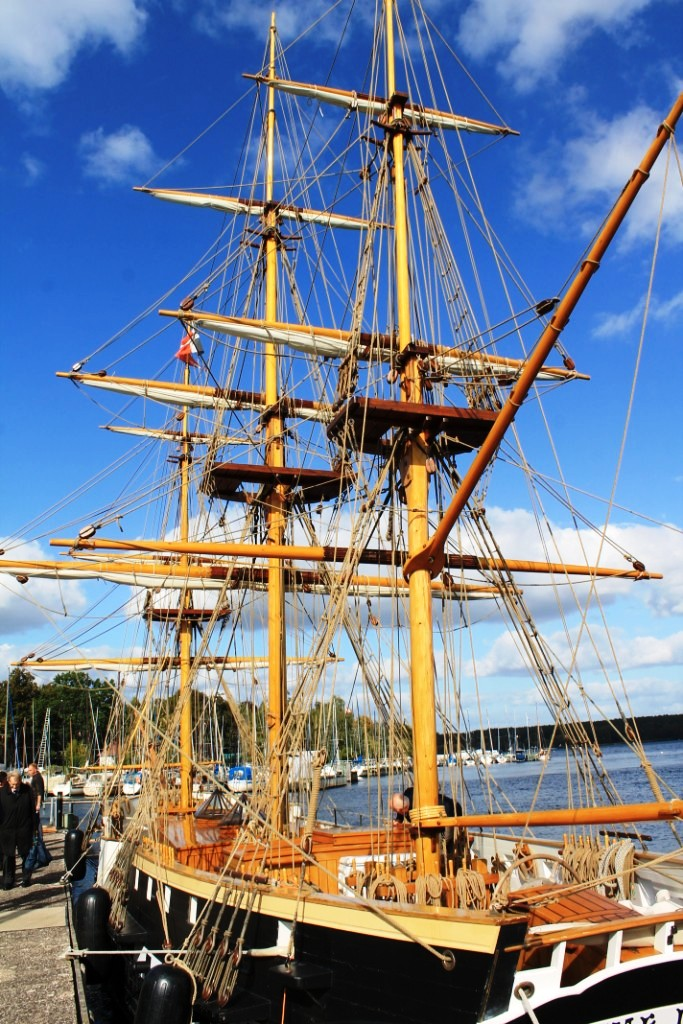
Blick von achtern
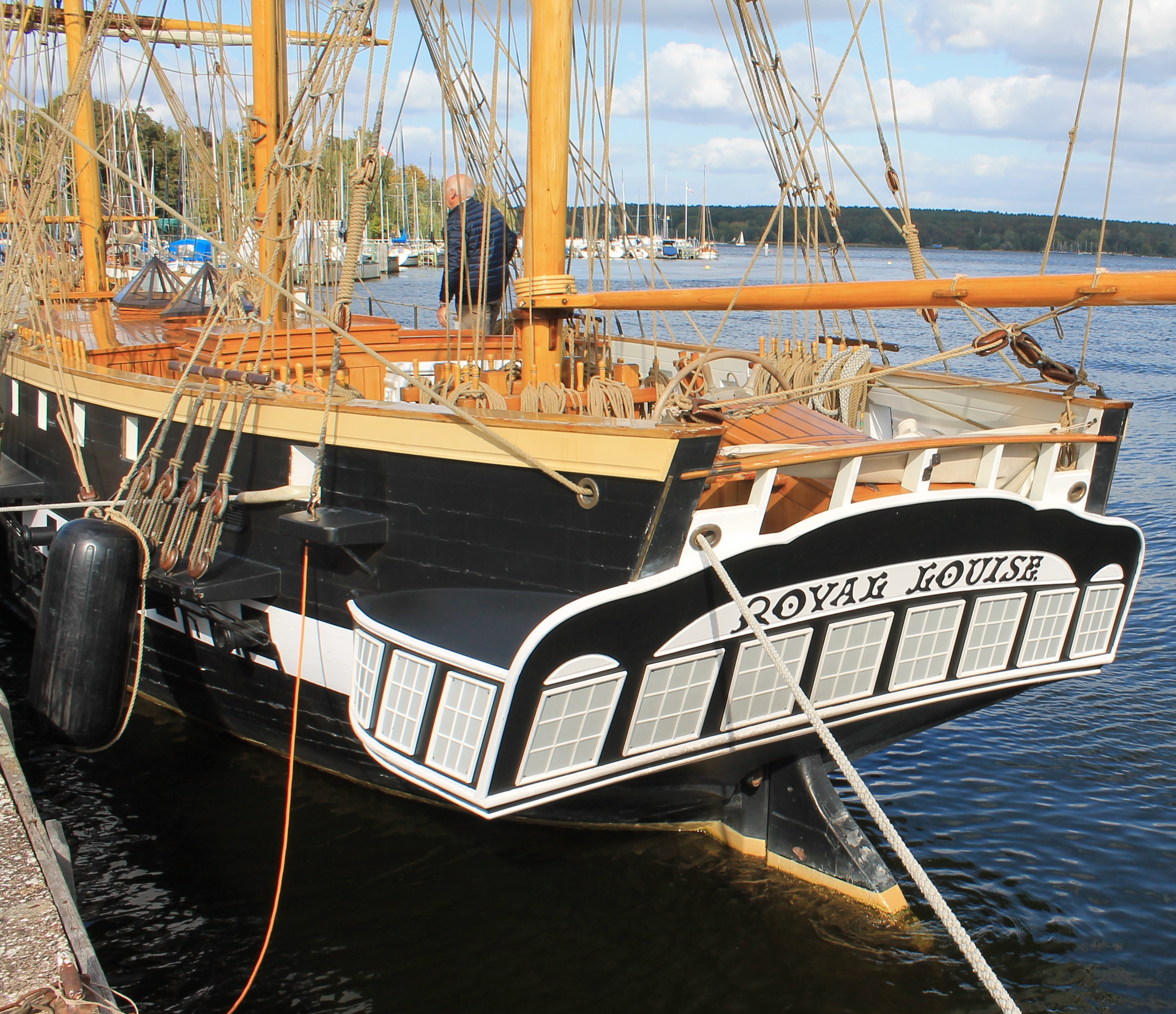
Heckspiegel mit aufgemalten Fenstern
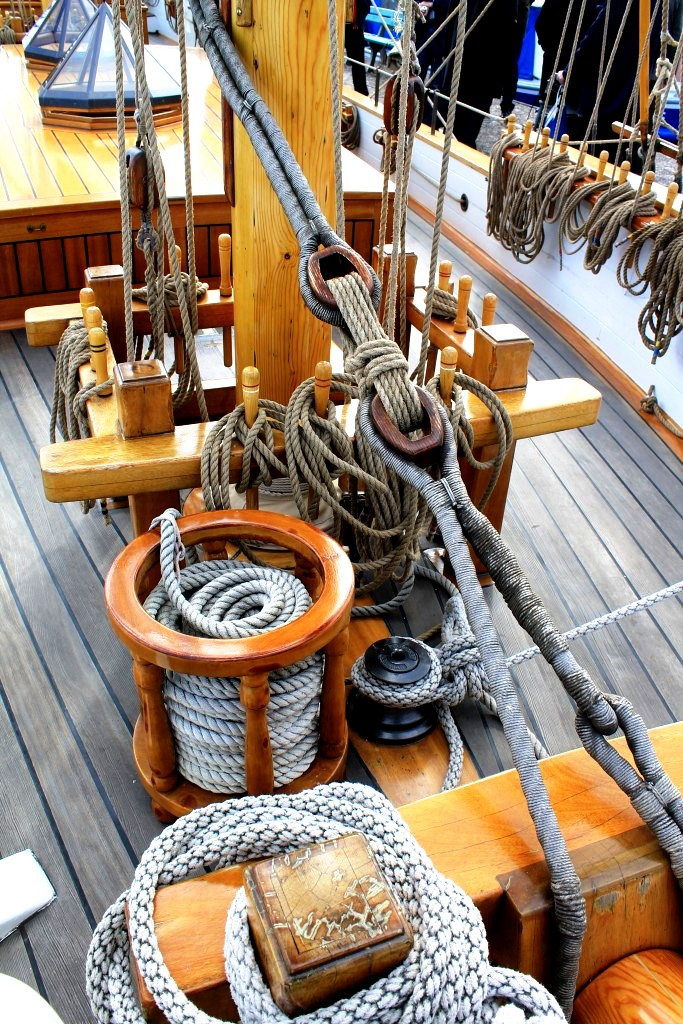
Laufendes Gut

Von 1999 an betrieb ein privater Träger das Schiff, der 2001 in Konkurs ging. Danach lag es drei Jahre auf der Dahme in Köpenick, bis es im Sommer 2004 der neu gegründete Verein „Royal Louise – Yacht- und Schifffahrtsverein e.V.“ übernahm. Die Royal Louise ist seither ein Wahrzeichen der Berliner Seen und ein beliebtes Fotomotiv bei Kulturveranstaltungen.

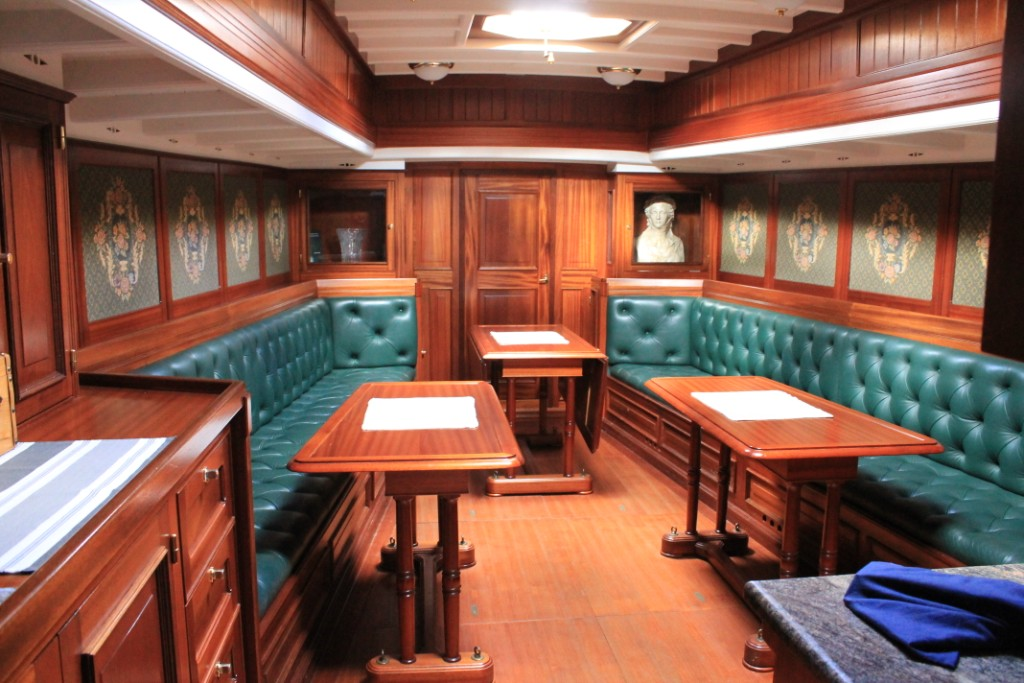
Salon, Blick vom Niedergang
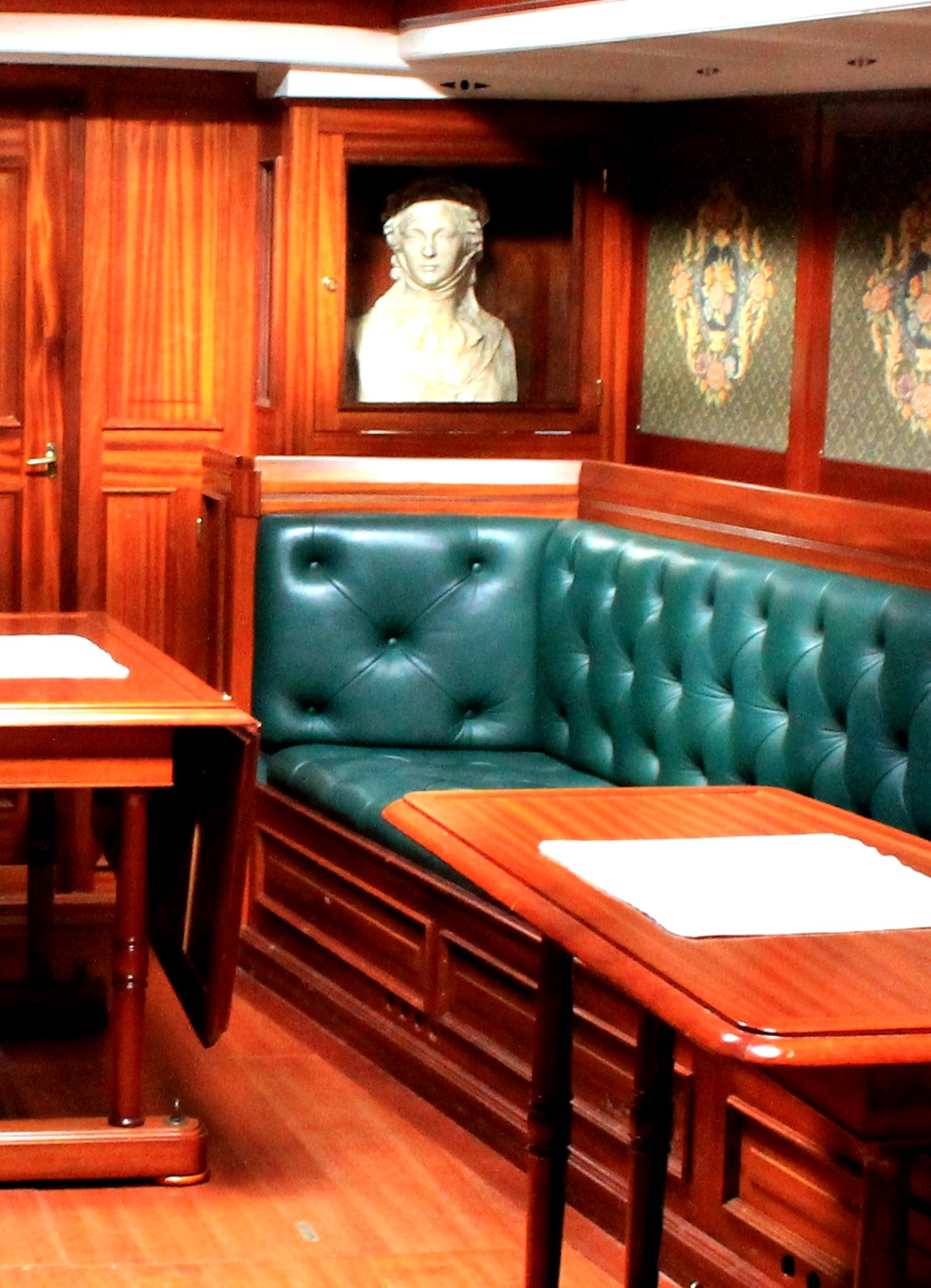
Büste der Königin Luise
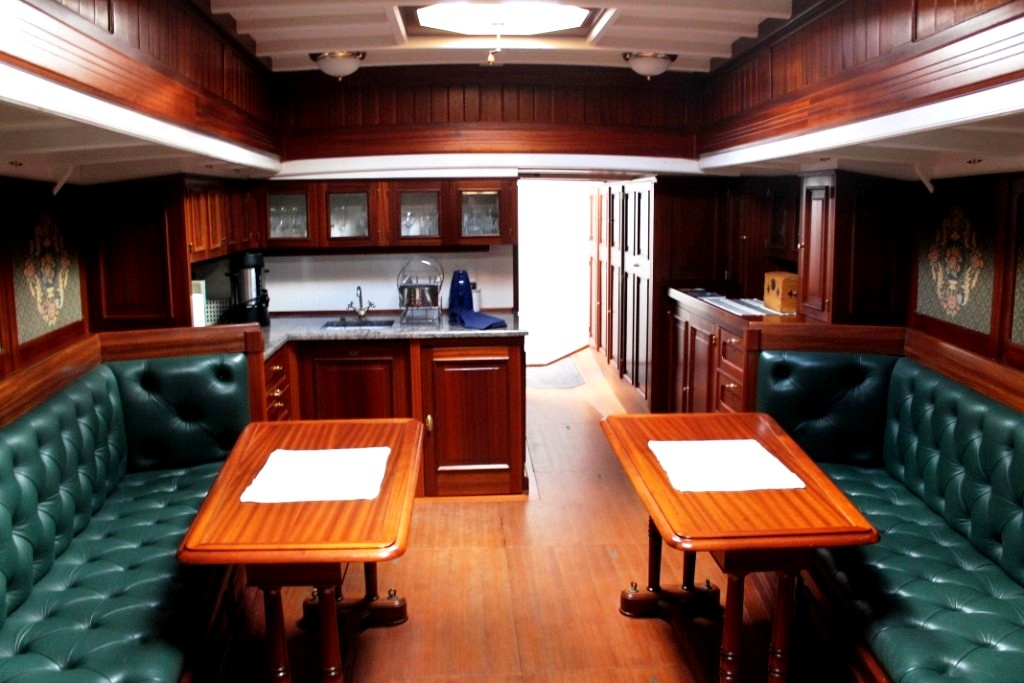
Salon, Blick zum Niedergang

Der Liegeplatz befindet sich wieder beim Verein Seglerhaus am Wannsee (VSaW) in Berlin und sie segelt wie früher auf den Havelseen. Der neu gegründete Verein betreibt sie erfolgreich als Wahrzeichen der historischen Seen-, Schlösser- und Parklandschaft in Berlin und Potsdam. Es werden Fahrten für die Vereinsmitglieder und Gäste veranstaltet, und klassische Segelregatten sowie kulturelle Veranstaltungen begleitet und unterstützt. Im Jahr 2008 konnte Kapitän Lothar Voß einen Nachguss einer von Johann Gottfried Schadow geschaffenen Büste der Namensgeberin Königin Luise übernehmen, der seinen Platz im Salon der Royal Louise fand.

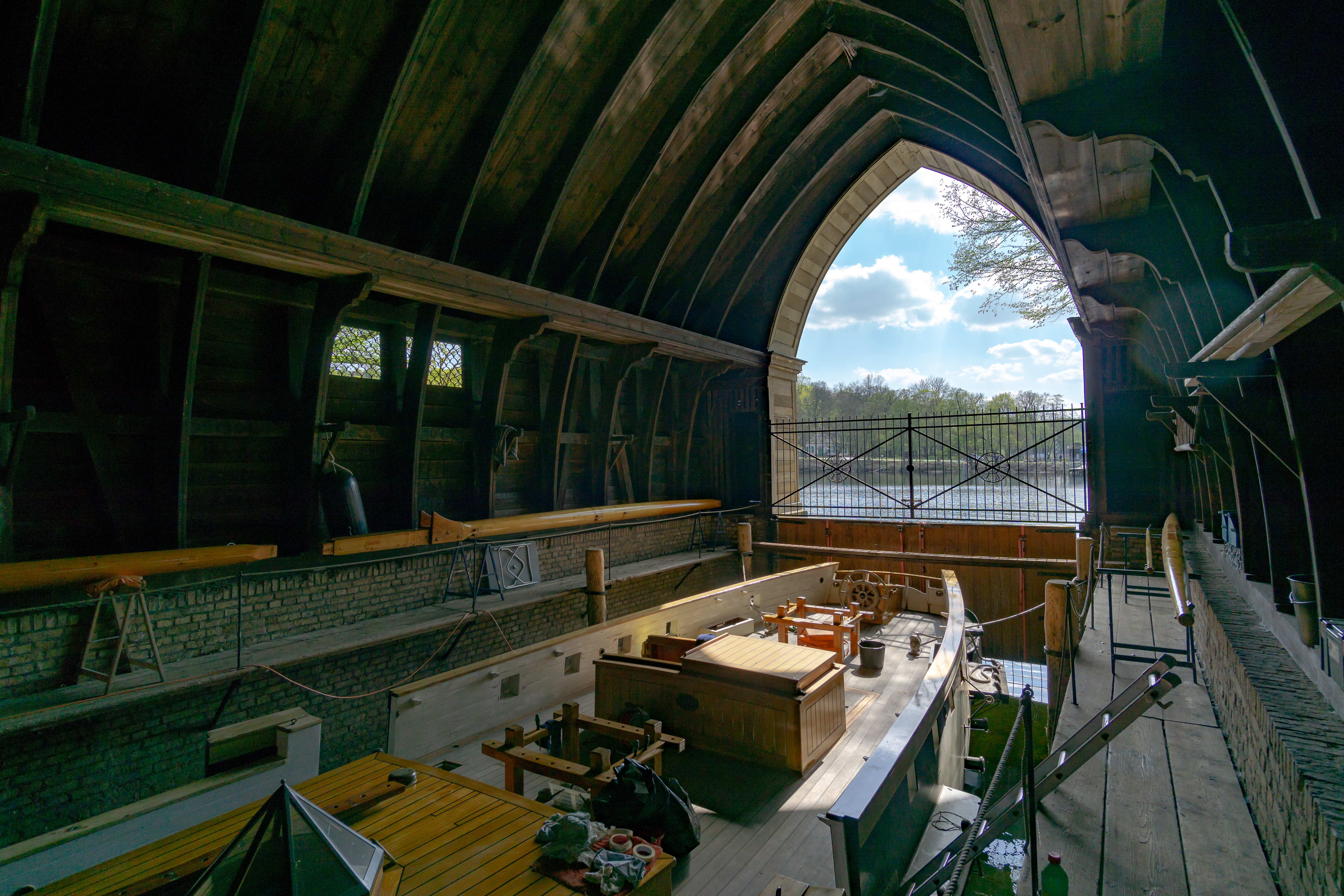
Royal Louise im Fregattenschuppen
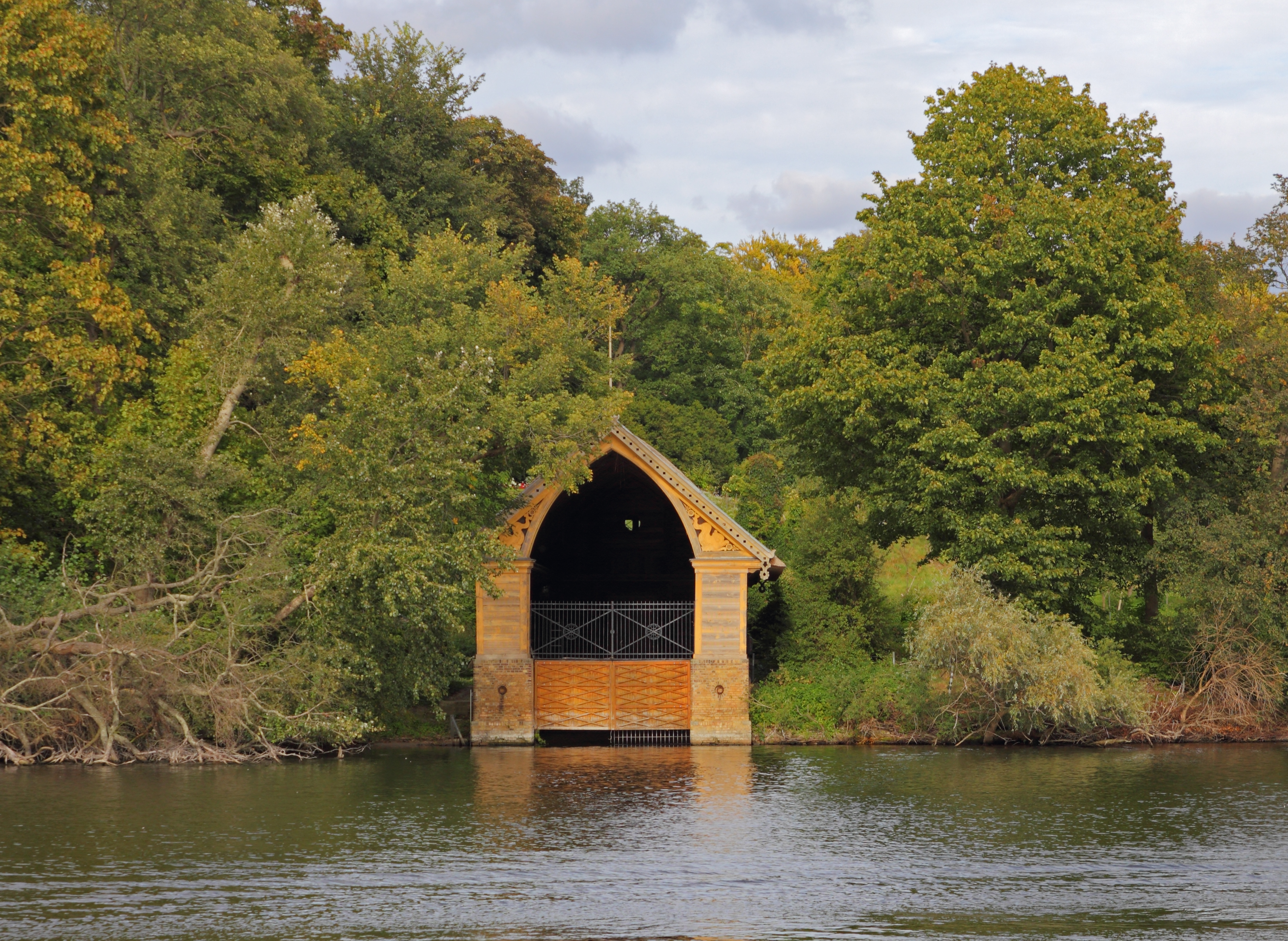
Fregattenschuppen Pfaueninsel
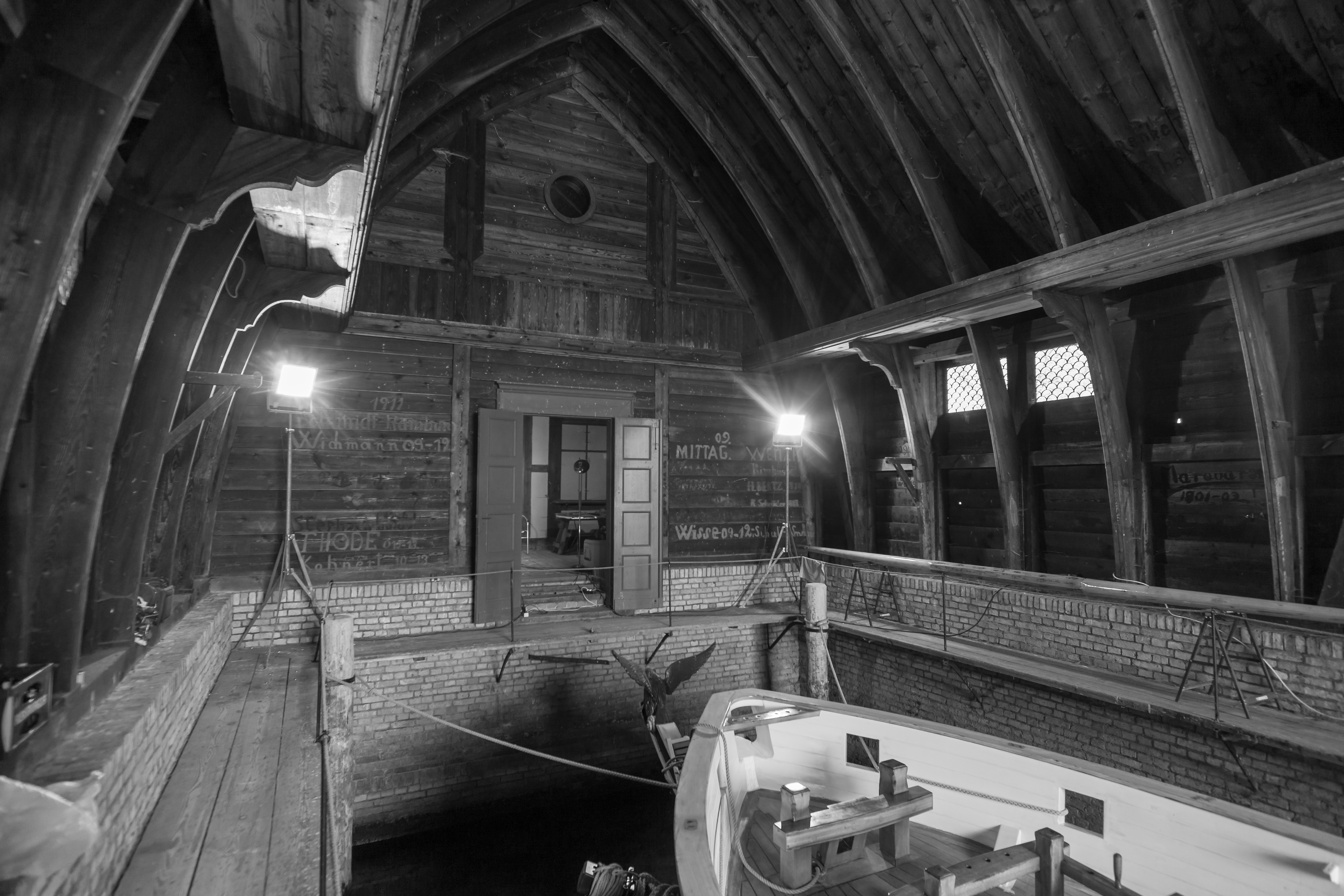
Royal Louise im Fregattenschuppen

Der hölzerne Fregattenschuppen auf der Pfaueninsel mit der bemerkenswerten Bohlenbinderkonstruktion des Daches dient wieder seinem eigentlichen Verwendungszweck als Winterlager für die Royal Louise. Dafür müssen die dreiteiligen Masten abgetakelt und abgelegt werden. Abhängig von den geplanten Winterarbeiten kann jedoch der untere Teil der Masten stehen bleiben, damit passt der Segler in der Höhe in den inzwischen renovierten Fregattenschuppen.